# Ratel
El ratel (Mellivora capensis) és un mamífer de la família dels mustèlids. Viu a gran part d'Àfrica i a l'oest i el sud d'Àsia, incloent-hi el Balutxistan (est de l'Iran), el sud de l'Iraq, el Pakistan i el Rajasthan (oest de l'Índia).

## Descripció
Té el cos allargat i robust. Sol fer uns 85 cm de longitud i 30 cm d'alçada. Un mascle adult arriba a pesar 14 kg; les femelles, per la seva banda, no arriben a 9 kg. Té el cap llarg, les potes curtes i fortes, amb dits dotats d'ungles sòlides molt aptes per excavar, i una cua curta. El seu pelatge és gris al cap, el coll, el dors i la cua. Les parts inferiors són gairebé negres i entre ambdues zones existeix una línia molt clara, gairebé blanca.

## Distribució
Té una àmplia distribució a Àfrica, on viu a la majoria de l'Àfrica subsahariana, des del sud del Marroc i Algèria fins a Sud-àfrica. A Àsia es troba a la península Aràbiga, Jordània, Israel, el sud del Líban, l'Iraq, l'Iran occidental, l'Azerbaidjan, el Turkmenistan, el Pakistan, l'Índia i el Nepal.

## Dieta
La seva dieta va des de grans preses a ocasionalment carronya, tot i que el seu plat preferit el troba destrossant ruscos. El seu costum de saquejar ruscos per alimentar-se de mel l'ha portat a enfrontar-se amb els apicultors, que a vegades el disparen, li paren trampes o l'enverinen. Sovint, per alimentar-se d'aquests ruscos, el mustèlid estableix una curiosa relació amb un ocell, que en trobar el rusc, crida l'atenció del ratel amb el seu reclam característic. Llavors, el ratel devora la mel i les larves, deixant la cera escampada per terra per a l'ocell.
Tot i el seu gust per la mel, és principalment carnívor i devora qualsevol animal, incloent-hi rosegadors, aus, insectes, llangardaixos, tortugues, granotes i serps. Menja també aliments vegetals, com ara baies, arrels i bulbs.
Per caçar rosegadors com els jerbus i esquirols terrestres, n'excava els caus. És capaç d'alimentar-se de tortugues sense dificultat gràcies a les seves poderoses mandíbules. Pot matar serps verinoses, com les cobres, o les més grans. Per exemple, s'observà com un ratel matava i es menjava un pitó de tres metres de longitud. Els ratels devoren totes les parts de les seves preses, incloent-hi la pell, el pèl, les plomes, la carn i els ossos, sostenint el menjar amb les potes anteriors. Quan busquen aliments vegetals, aixequen pedres o trenquen l'escorça dels arbres.

## Comportament

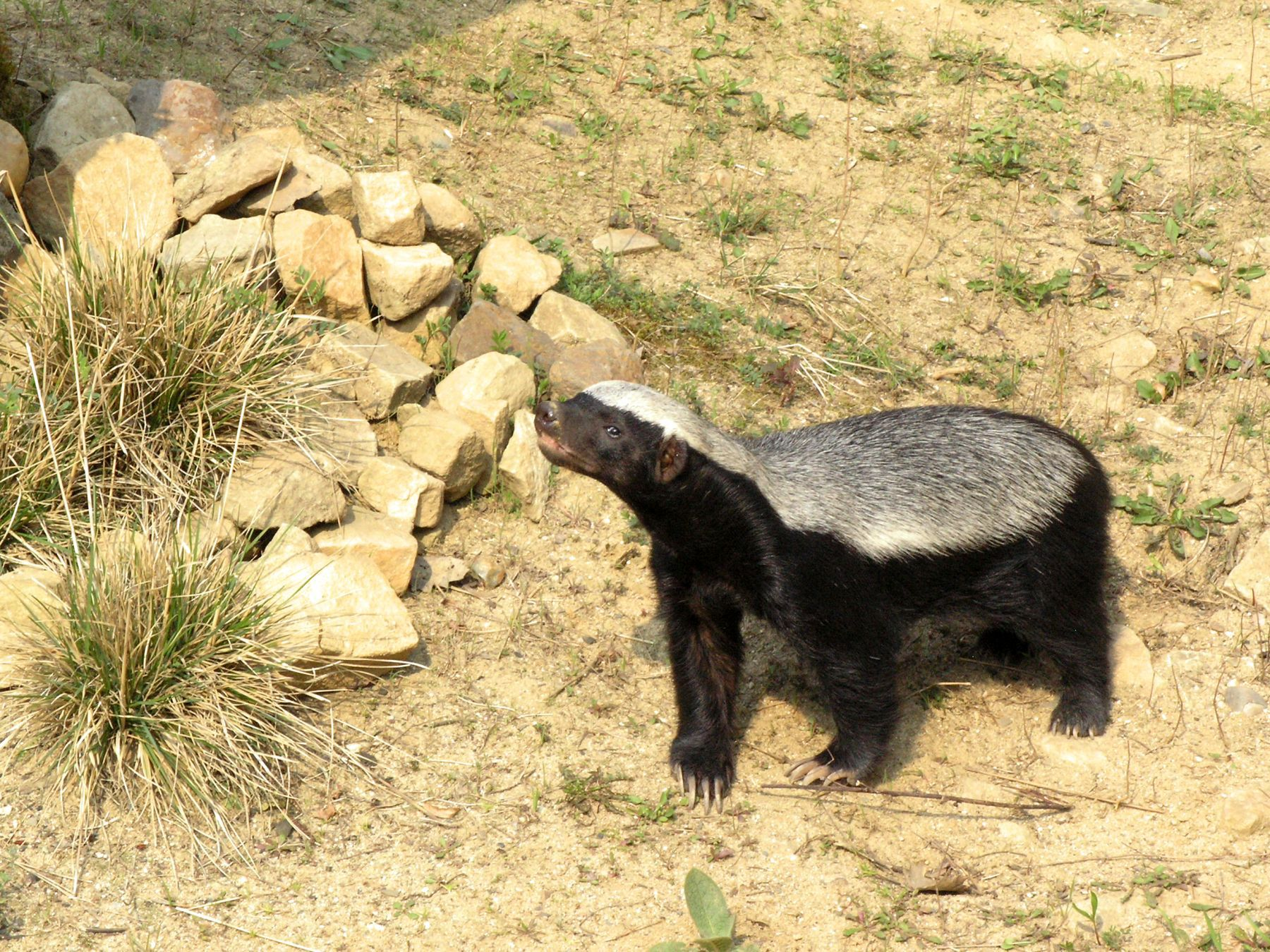
Ratel al Jardí Zoològic de Praga

Els ratels són famosos per la seva duresa, però no són indestructibles, car els lleons i els lleopards els cacen habitualment.
Els ratels són considerats el «paradigma de la ferocitat», ja que tenen una actitud hostil, són tenaços i resistents, i mai no deixen escapar una presa.
El 2002, el ratel fou inclòs al Llibre Guinness dels rècords com a «animal més valent del món».

## Subespècies
Es coneixen 12 subespècies de ratel:
- Mellivora capensis capensis
- Mellivora capensis abyssinica
- Mellivora capensis buechneri
- Mellivora capensis concisa
- Mellivora capensis cottoni
- Mellivora capensis inaurita
- Mellivora capensis indica
- Mellivora capensis leuconota
- Mellivora capensis maxwelli
- Mellivora capensis pumilio
- Mellivora capensis signata
- Mellivora capensis wilsoni